# Mohamed Aly
Mohamed Aly, född 19 februari 1975 i Kairo, Egypten, är en egyptisk boxare som tog OS-silver i supertungviktsboxning 2004 i Aten. I AllAfrica-spelen 2003 förlorade Aly i finalen mot Gbenga Oluokun.